# Iñaki Arteta
Iñaki Arteta Orbea (Bilbao, 1 de agosto de 1959) es un director de cine, guionista, fotógrafo y activista de los derechos humanos español, conocido por dar voz a las víctimas de la banda terrorista ETA.

## Biografía
Nacido en Bilbao en 1959. Es Arquitecto Técnico por la Universidad de Barcelona. Comenzó a trabajar en 1986 alternando el cine, la publicidad y la fotografía.
En 1988 creó la productora LEIZE producciones de la que es titular. Ha realizado spots publicitarios y ha sido director, guionista y productor de diversos largometrajes y documentales por los que ha obtenido diversos premios.
En la década de los años ochenta, durante cuatro o cinco años intentó producir un largometraje de ficción en torno al terrorismo de la banda ETA. Se trataba de un thriller, con tintes políticos en los que se pretendía mostrar que hubiera pasado si la banda terrorista ETA hubiera desaparecido en los años noventa. El proyecto no se pudo realizar. Después de varios años, en 2001 estrenó su primer documental "Sin libertad", un mediometraje de treinta minutos. Arteta recibió numerosos premios en el extranjero y en diversos festivales de España. Seguidamente, con el estreno de su primer largometraje, "Trece entre mil", comenzó su carrera en el documental, produciendo y dirigiendo varios largometrajes y mediometrajes.
Como reportero gráfico trabajó en la prensa diaria local vasca y como corresponsal en el País Vasco de la agencia Cover publicando sus trabajos en casi la totalidad de los semanarios españoles (Marie Claire, Interviú). Realizó trabajos de fotografía publicitaria, moda y de reportaje para diversas empresas (Philips, La Caixa, Grupo Mondragón, Caja Laboral, y la Oficina de Turismo de Bilbao, entre otras).
Fue responsable de área fotográfica de la Diputación Foral de Vizcaya durante catorce años.
Como autor fotográfico participó en numerosos libros siendo autor de “Bizkaia”  editado en 1993 por la Diputación Foral de Vizcaya. Ha realizado fotografías para portadas de discos y carteles publicitarios. Premiado en concursos fotográficos, expuso sus fotografías en numerosas exposiciones individuales y colectivas entre 1983 y 1987.
Autor de la colección de fotografías “Todo es real, nada es real”. Realizando exposiciones desde diciembre de 2020. <iarteta.com>
Como cineasta, ha realizado diversos largometrajes en los que compartía su inquietud por el tratamiento dado a las víctimas de la banda terrorista ETA y al terror que sufrieron.Arteta fue un pionero en la dirección de documentales sobre los años duros del terrorismo etarra en España, realizados cuando la banda asesina seguía matando y ponerse a filmar en según qué localidades, suponía literalmente, jugarse la vida. También ha realizado varios documentales biográficos.
Colabora en el diario de ámbito nacional La Razón; en el periódico on line Libertad Digital, y en "Territorios", —suplemento cultural del diario El Correo (Bilbao)—.
Desde 2002, Arteta trabaja en la creación del Archivo de las Víctimas del Terrorismo, para el que ya ha recopilado más de cuatrocientos testimonios de familiares de víctimas del terrorismo, heridos, amenazados y/o perseguidos, víctimas de ETA, de los atentados del 11-M, o de otros grupos terroristas que han actuado, a lo largo de los años, en España.

## Filmografía
- Cortometrajes:
  - Material sensible (1988)
  - Amor impasible (1992)
  - Buenas noches (1997)
- Documentales:
  - Sin libertad (2001)
  - Voces sin libertad (2004)
  - Olvidados (2004)
  - Agustín Ibarrola. Entre el arte y la libertad (2004)
  - Trece entre mil (2005)
  - El infierno vasco (2008)
  - Barakaldo Inmemorial (2009)
  - Nada será igual (2010)
  - Testigo involuntario. Nicolás Redondo (2012)
  - 1980 (2014)
  - Contra la impunidad (2016)
  - Agustín Ibarrola. Artista indomable (2018)
  - Bittor Arginzoniz. Vivir en el silencio (2019)
  - Bajo el silencio (2020)
  - Sin libertad, 20 años después (2022)
- Guiones de largometraje:
  - Euskadi Sur.
  - Tres.
  - Vivir sin miedo.
  - Nubes sucias (2020).

### Filmografía premiada
"Sin Libertad" (30 minutos, 2001) obtuvo los siguientes premios:
- Mejor Director de Documental Internacional en el New York International Independent Film & Video Festival 2002 y fue finalista en el Hollywood Film Festival.
- Mejor Montaje en el Festival de Alcalá de Henares.
- Mejor Documental en el Festival de cortometrajes de San Roque.
- Mejor Director en la Muestra Internacional de Cine de Palencia.
- Mención Especial - Rochester International Film Festival.
- Mención Especial - World Media Festival Hamburgo.

"Voces sin libertad" (50 minutos, 2004)  
- Mejor Director de Documental en el Platinum Award (WorldFest 2005. Houston-Estados Unidos).
- Finalista en International Documentary Awards (Los Ángeles) y Prix Europa 2004.

"Trece entre mil" (90 minutos, 2005) 
- Finalista de los premios Goya 2006 al mejor documental (España).
- Segundo premio de la sección Tiempo de Historia de la SEMINCI de Valladolid 2005.
- Seleccionada por el Festival de Roma como una de los mejores documentales europeos de 2005.
- Incluida en la colección “los veinte mejores documentales del mundo” que el diario El PAÍS entregó con el periódico durante 2010.

"El infierno vasco" (105 minutos, 2008)  
- Premio del Círculo de Escritores y Críticos Cinematográficos Españoles a la mejor película documental de 2008.
- Seleccionada en la Semana de Cine Español de Nantes.
- Seleccionada en la Semana Española de Cine y Cultura de Ratisbona.
- Seleccionada en el Festival Cinespaña de Toulouse.

"Testigo involuntario. Nicolás Redondo" (88 minutos, 2012) 
- Seleccionada en la sección Tiempo de Historia de la SEMINCI de Valladolid 2012.
- Nominada al Premio del Círculo de Escritores y Críticos Cinematográficos Españoles como mejor película documental de 2012.

"1980" (100 minutos, 2014) 
- Seleccionada en la sección Tiempo de Historia de la SEMINCI de Valladolid 2014.
- Participa en el ciclo "The act of killing. Cine y violencia global" en el Festival de San Sebastián 2016.

"Contra la impunidad" (108 minutos, 2016) 
- Seleccionada en la sección Tiempo de Historia de la SEMINCI de Valladolid 2016.
- Sección oficial de los festivales: Amsterdam International Filmmaker Festival, Ciudad de México International Film Festival, TMC London Film Festival, Madrid Human Rights Film Festival, Roma Cinema Doc.

"Agustín Ibarrola. Artista indomable" (80 minutos, 2018) Realizada para “Imprescindibles” (TVE), artistas y creadores contemporáneos españoles. 
- Premiado en el Canadá International Film Festival 2019.
- Premiado en el Vegas Movie Awards 2020.

"Bittor Arginzoniz. Vivir en el silencio" (84 minutos, 2019). 
- Seleccionada para la sección Culinary Zinema del Festival de Cine de San Sebastián 2019.
- Seleccionada en el FIPADOC 2020 (Biarritz) y en el The 53rd Annual WorldFest-Houston International Film Festival.
- Participó en el Festival de Málaga 2020, en el Edinburgh Spanish Film Festival y en el Devour! The Food Film Festival 2020.

"Bajo el silencio" (153 minutos, 2020) 
- Seleccionada en la sección Tiempo de Historia de la SEMINCI de Valladolid 2020.
- Nominada al Premio del Círculo de Escritores y Críticos Cinematográficos Españoles como mejor película documental de 2020.

"Sin libertad, 20 años después" (110 minutos, 2022) 
- Seleccionada en la sección Tiempo de Historia de la SEMINCI de Valladolid 2022.

## Publicaciones
- "Olvidados". Iñaki Arteta y Alfonso Galletero (2006)
- "El infierno vasco". Iñaki Arteta-Alfonso Galletero (2009)
- "ETA, 50 años de terrorismo". Iñaki Arteta y otros autores (2020)
- "Historia de un vasco: Cartas contra el olvido". Iñaki Arteta (2021)
- "Bajo el silencio". Iñaki Arteta (2024)

## Academias y Asociaciones a las que pertenece
Iñaki Arteta es:
- Académico de la Academia de las Artes y Ciencias Cinematográficas de España.
- Miembro del Patronato de la Fundación para la Libertad
- Exmiembro del comité de selección del Festival Internacional de Cortometrajes de Bilbao - ZINEBI (2000-2014).
- Exmiembro del Patronato de la Fundación Etxepare para la difusión de la cultura vasca en el mundo.

## Premios y distinciones
- Medalla de la Orden al Mérito Constitucional[12]
- Medalla de oro del Ayuntamiento de Barakaldo.
- Premio otorgado por el Colectivo de Víctimas del Terrorismo en el País Vasco (COVITE) (2006).
- Premio de la Fundación de Víctimas del Terrorismo en defensa de los Derechos Humanos, Adolfo Suárez (2020), entregado por el Rey Felipe VI.
- Premio anual de la Asociación por la Tolerancia (2021).
- Premio Foro España a los valores humanos (2022).
- Premio de la Fundación Broseta (2024) por llevar al cine la memoria de las víctimas de ETA.[13]
- Premio de la Asociación de la guardia Civil HABECU (2025).
- Premio Libertad Digital 25 aniversario (2025) por su labor de difundir la causa de las víctimas del terrorismo.